# Lithium-Cobalt(III)-oxid
Lithium-Cobalt(III)-oxid (LiCoO2), kurz LCO, ist eine chemische Verbindung von Lithium, Cobalt und Sauerstoff und wird als Material für die positive Elektrode in Lithium-Cobaltdioxid-Akkumulatoren verwendet. Die Brauchbarkeit als Elektrodenmaterial wurde 1980 von einer Forschergruppe um John B. Goodenough an der University of Oxford entdeckt.
LiCoO2 ist ein Festkörper, in dessen Kristallstruktur die Lithiumatome zwischen Cobaltoxidschichten liegen. Cobalt ist dabei oktaedrisch von Sauerstoffatomen koordiniert bzw. an diese gebunden, wobei eine honigwabenartige Verknüpfung entsteht. Die Symmetrie der Verbindung, ausgedrückt in der Hermann-Mauguin-Symbolik, ist die rhomboedrische Raumgruppe R3m (Raumgruppen-Nr. 166).
Durch den schichtartigen Aufbau sind die Lithiumionen recht mobil und können relativ schnell innerhalb ihrer Schicht diffundieren. Das wird in Akkumulatoren ausgenutzt: bei der Entladung wird Lithium ausgebaut und in den Elektrolyt abgegeben, es entsteht LixCoO2 mit 0 < x < 1. Die Struktur des Cobaltoxids bleibt dabei stabil, so dass beim Anlegen einer Spannung wieder Lithium eingebaut wird und der Akkumulator wieder aufgeladen werden kann.
Lithium-Cobalt-Dioxid ist in Wasser nicht löslich. Bei der Herstellung kann es zu Kontakt mit Stoffen kommen, die unter anderem zu Erkrankungen des Herzmuskels führen.
Auf Lithium-Cobalt-Dioxid basierende Akkumulatoren neigen bei Überlastung zu thermischem Durchgehen. Bei Temperaturen ab 180 °C kommt es bei Lithium-Cobalt-Dioxid zu einer Freisetzung von Sauerstoff. Dieser freigesetzte Sauerstoff reagiert mit den im Akkumulator eingesetzten organischen Elektrolytmaterialen exotherm und führt zu dem sich selbst steigernden und von außen nicht mehr aufhaltbaren Brand, welcher in Folge den Lithium-Cobaltdioxid-Akkumulator vollkommen zerstört.